# Filip Vilhelm av Brandenburg-Schwedt
Filip Vilhelm av Brandenburg-Schwedt, tyska: Philipp Wilhelm von Brandenburg-Schwedt, född 19 maj 1669 på Königsbergs slott, död 19 december 1711 på Schwedts slott, var markgreve av Brandenburg-Schwedt, prins av Preussen från 1701, och ståthållare i hertigdömet Magdeburg från 1692 till 1711.

## Biografi
Filip Vilhelm föddes som äldste son i "den store kurfursten" Fredrik Vilhelm av Brandenburgs andra äktenskap med Sofia Dorotea av Holstein. Fredrik Vilhelm hade redan flera söner från första äktenskapet. Genom att förvärva Schwedt och Wildenbruch kunde modern använda sina privata egendomar för att trygga sina egna söners arv. 
I recessen 1692 avstod Filip Vilhelm från de egendomar i Halberstadt som han tillförsäkrats i faderns testamente, mot att han fick behålla Schwedt-Wildenbruch och garanterades ett apanage från sin halvbror kurfurst Fredrik III. Han titulerades som alla yngre söner markgreve av Brandenburg, och från halvbroderns kröning 1701 som Fredrik I, kung i Preussen, även prins av Preussen. Benämningen Brandenburg-Schwedt på Filip Vilhelms gren av huset Hohenzollern kom allmänt i bruk först postumt på 1800-talet.
Filip Vilhelm var fältherre i sin halvbror Fredriks brandenburgska armé och blev chef för flera regementen samt generalfälttygmästare och befälhavare för det brandenburgska artilleriet. Under sin tid som ståthållare i Magdeburg blev han även utnämnd till Rector magnificentissimus för Halles universitet. I Berlin hade han Weilersches Palais som stadsresidens, som stod på platsen för nuvarande Altes Palais.
Vid Filip Vilhelms död 1711 var hans äldsta son Fredrik Vilhelm fortfarande minderårig. Förmyndarskapet övertogs därför av kung Fredrik I och därefter av hans son kung Fredrik Vilhelm I. Filip Vilhelm begravdes i Hohenzollernkryptan i Berliner Dom.

## Familj
Den 25 januari 1699 gifte han sig med Johanna Charlotta av Anhalt-Dessau (1682–1750), dotter till furst Johan Georg II av Anhalt-Dessau och Henrietta Katarina av Oranien-Nassau. Efter Filip Vilhelms död blev Johanna Charlotta furstabbedissa av Herfords stift.
I äktenskapet föddes följande barn:
- Fredrik Vilhelm (1700–1771), markgreve av Brandenburg-Schwedt, gift 1734 med prinsessan Sofia av Preussen (1719–1765)
- Friederike Dorothea Henriette (1700–1701)
- Henrietta Maria (1702–1782), gift 1716 med arvfursten Fredrik Ludvig av Württemberg (1698–1731)
- Georg Vilhelm (född och död 1704)
- Fredrik Henrik (1709–1788), markgreve av Brandenburg-Schwedt, gift 1739 med furstinnan Leopoldine av Anhalt-Dessau (1716–1782)
- Charlotte (1710–1712)

Dessutom hade Filip Vilhelm en utomäktenskaplig dotter, Philippine, gift von Kühlen.

## Galleri

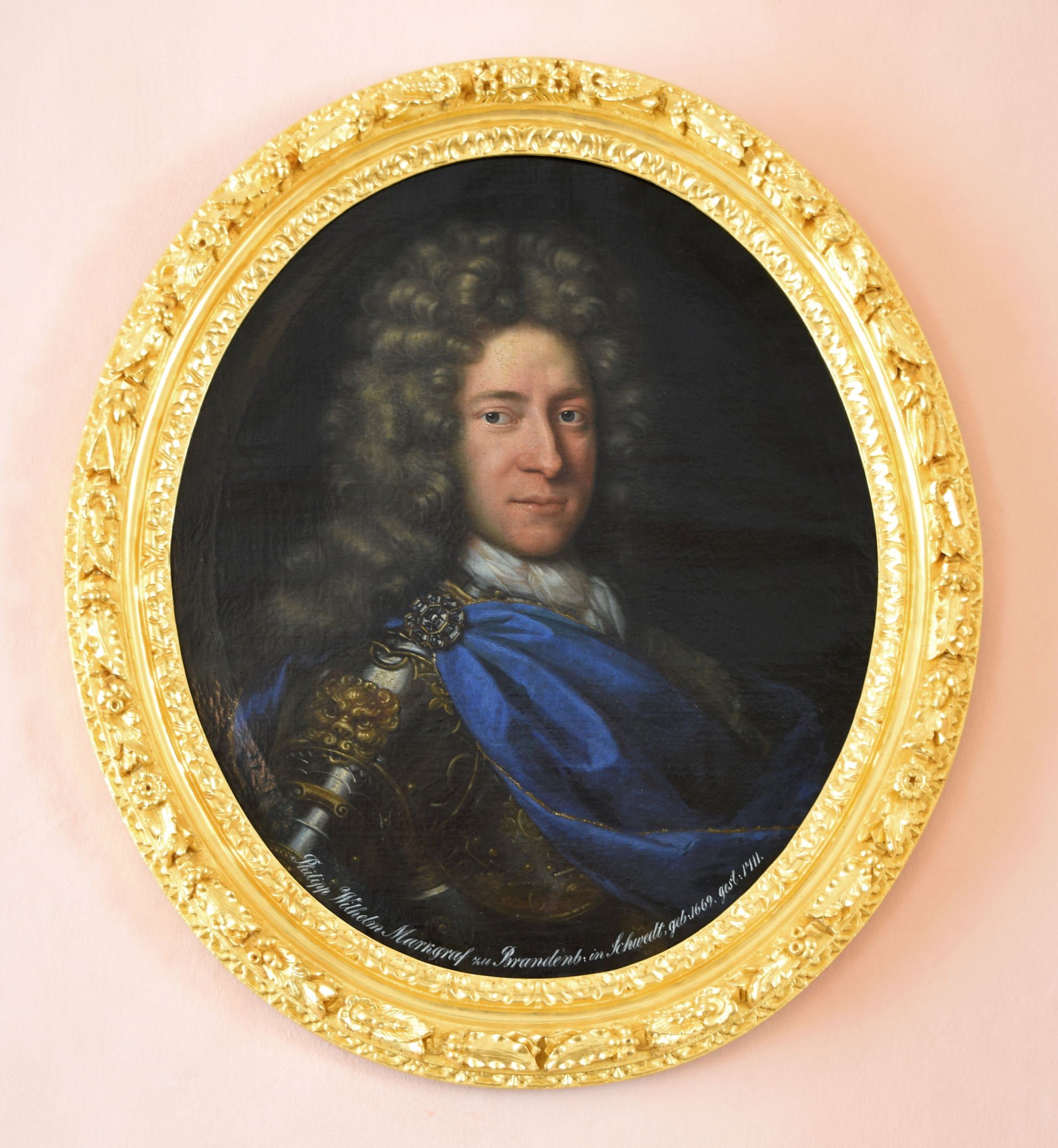
Filip Vilhelm av Brandenburg-Schwedt, oljemålning målad omkring 1695 av Gedeon Romandon. Målningen hänger på Capuths slott.